# Alessandro Broedel
Alessandro Broedel Torezani (Sooretama, 1 de julho de 1974) é um administrador, gestor público e político brasileiro. Foi prefeito de Sooretama por dois mandatos consecutivos (2017–2024), presidente do Consórcio Público da Região Polinorte (CIM Polinorte), secretário de Desenvolvimento Econômico e Social de Itapemirim e, desde fevereiro de 2025, é diretor-geral do Instituto Capixaba de Pesquisa, Assistência Técnica e Extensão Rural (Incaper).

## Biografia
Natural de Sooretama, Espírito Santo, Alessandro é formado em Administração. Casado com Priscila Torezani, é pai de dois filhos: Mirela e Benjamin. Antes de ingressar na vida pública, atuou na iniciativa privada.

## Carreira política

### Prefeitura de Sooretama
Alessandro iniciou sua trajetória política em 2012, ao concorrer à prefeitura de Sooretama pelo Partido Verde (PV). Foi eleito em 2016 pelo PSDB com 8.330 votos (59,36%) e reeleito em 2020 pelo Republicanos com 10.389 votos (75,17%). Durante seus mandatos, focou na modernização da gestão pública, atração de empresas e melhoria dos serviços de saúde, educação e infraestrutura.

### CIM Polinorte
Entre 2021 e 2024, presidiu o Consórcio Intermunicipal Multifinalitário da Região Polinorte (CIM Polinorte), que reúne 13 municípios do norte do Espírito Santo. Durante sua gestão, promoveu a construção da nova sede do consórcio, criou um sistema de compras compartilhadas e coordenou a ampliação do SAMU regional.

### Secretaria de Itapemirim
Em 2024, Alessandro assumiu a Secretaria de Desenvolvimento Econômico e Social de Itapemirim, onde coordenou políticas públicas voltadas para a industrialização, empreendedorismo e dinamização econômica do município.

## Incaper
Em fevereiro de 2025, Alessandro foi nomeado diretor-geral do Incaper pelo governador Renato Casagrande, com apoio do vice-governador Ricardo Ferraço. Tornou-se o primeiro político de Sooretama a ocupar o cargo máximo da instituição. Sua gestão no Incaper tem como foco o fortalecimento da pesquisa e assistência técnica voltada ao desenvolvimento rural sustentável do Espírito Santo.<ref name="campovivo">{{citar web |url=https://www.portalcampovivo.com.br/alessandro-broedel-assume-presidencia-do-incaper-es/ |titulo=Alessandro Broedel assumirá a presidência do Incaper/ES |data=11 de fevereiro de 2025 |acessodata=13 de maio de 2025 |publicado=Campo Vivo

## Carreira política
Iniciou sua trajetória política em 2012, quando concorreu à prefeitura de Sooretama pelo Partido Verde (PV). Foi eleito prefeito em 2016 pelo PSDB com 8.330 votos (59,36%) e reeleito em 2020 pelo Republicanos com 10.389 votos (75,17%).
Durante seus mandatos, implementou uma gestão reconhecida pela modernização da máquina pública, atração de mais de 40 empresas para o município e forte investimento em saúde, educação e infraestrutura.

### Saúde
- Implantação do Pronto Atendimento 24h.
- Atendimento médico itinerante nas comunidades.
- Entrega de mais de 5 mil óculos gratuitos.
- Criação de um dos primeiros centros de atendimento à COVID-19 do Espírito Santo.
- Transporte de pacientes da zona rural.
- Reforma de unidades básicas de saúde.
- Retomada e conclusão da UPA 24h após 14 anos parada.
- Implantação do SAMU e aquisição de UTI móvel.
- Criação de aplicativo para consultas online.
- Implantação de mamografia no município.

### Educação
- Entrega de kits escolares e uniformes completos para todos os alunos.
- Kits pedagógicos para professores.
- Criação da Escola Cívico-Militar.
- Implantação de escolas de tempo integral (Jovino Viana e Eronita Clarice).
- Inauguração da Escola do Futuro, com foco em robótica.
- Construção da escola de Juerana A e da escola do Patrimônio da Lagoa.
- Reforma da escola do Chumbado.
- Instalação de lousas digitais.
- Criação de transporte escolar interbairros e transporte universitário gratuito.
- Ampliação da merenda escolar com qualidade nutricional.

### Agricultura e interior
- Apoio técnico e mecanizado ao pequeno produtor rural.
- Manutenção de estradas vicinais.
- Asfaltamento da Rodovia Vila Valério – Sooretama.
- Intervenção para construção do Trevo da Pedreira Borlini (ES-358 à BR-101).

### Turismo, esporte e lazer
- Urbanização do Patrimônio da Lagoa Juparanã.
- Criação da Rota dos Ipês (plantio de milhares de mudas).
- Construção do Complexo Esportivo Vereador Paulão.

### Desenvolvimento urbano e infraestrutura
- Regularização fundiária com entrega de mais de 2.000 escrituras.
- Projeto Sooretama 100% LED.
- Atração de 42 novas empresas para o município.
- Revitalização da Avenida Vista Alegre.
- Construção de novos trevos de acesso à BR-101.

1. ↑  «A convite de Casagrande e Ferraço, Alessandro Broedel assume a presidência do Incaper-ES». Jornal Norte Capixaba. 10 de fevereiro de 2025. Consultado em 13 de maio de 2025
2. ↑  «Ex-prefeito de Sooretama é o novo diretor-geral do Incaper». Conexão Safra. 11 de fevereiro de 2025. Consultado em 13 de maio de 2025
3. ↑  «Palavra do Presidente – CIM Polinorte». Consultado em 13 de maio de 2025
4. ↑  «Prefeito de Sooretama vai ser secretário em Itapemirim». Jornal Fato. 2024. Consultado em 13 de maio de 2025